# Hybride-motorfiets

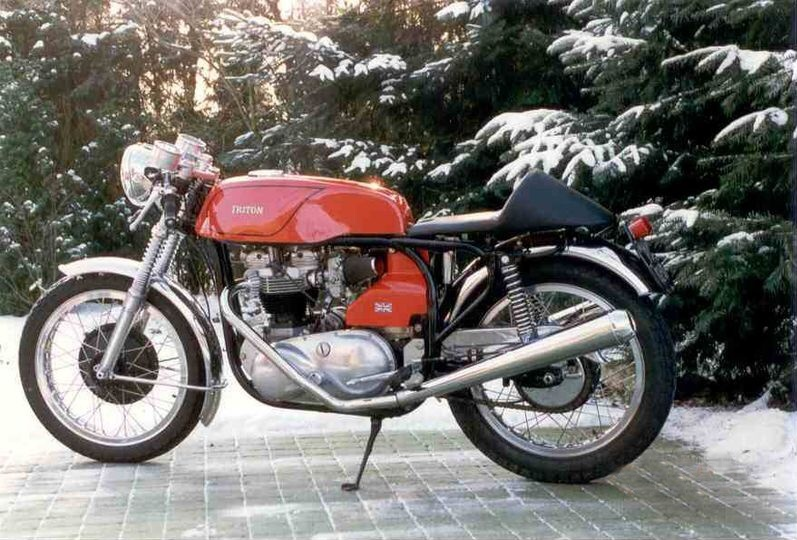
Hybride-motorfiets: een Triumph motorblok in een Norton frame levert een "Triton" op

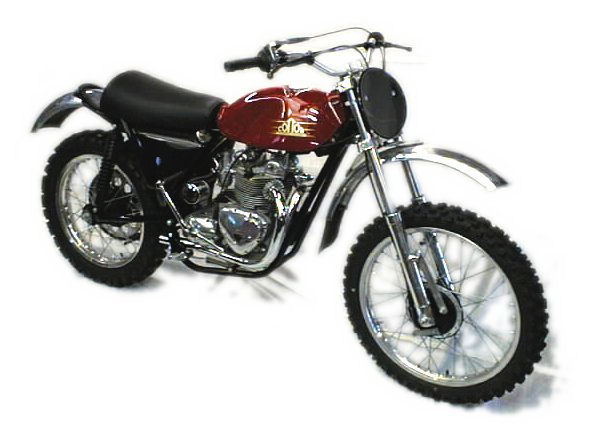
Tricot uit 1965

Een Hybride-motorfiets is een motorfiets waarin componenten van verschillende merken zijn samengebracht. Dit gebeurde vroeger regelmatig om de goede eigenschappen van twee merken te verenigen. Soms had het merk met de beste motor niet het beste frame. Norton had bijvoorbeeld het featherbed frame, een (in zijn tijd) onovertroffen frame waar allerlei motorblokken in gehangen werden. 
Zo ontstonden bijvoorbeeld: 
- Hedton: (Hedlund motorblok in een Norton frame)
- Mabsa (Matchless motorblok in een BSA frame)
- Norbsa: (Norton frame met een BSA motorblok)
- Norvin: (Norton frame met een Vincent motorblok)
- Sparton: (Spondon frame met een Barton motorblok)
- Suton: Samenstelling van Suzuki en Norton. In 1971 kwam de Nederlandse wegracer Hans Hutten in actie op deze machine die was voorzien van een Suzuki 500 cc tweecilinderblok in een Norton Dominator frame.
- Tribsa: (Triumph motorblok (oorspronkelijk Tiger 100) in een BSA frame). De eerste (met Norton voorvork en  naven) werd eind jaren 50 gebouwd door de gebr. Rickman, later bekend van de Rickman Métisse producten. Het was in die tijd een succes in motorcross wedstrijden.
- Tricot: (Triumph motorblok in een Cotton-frame)
- Triton:  (Triumph motorblok in een Norton frame)
- Yamasaki: Yamaha-motor in een Kawasaki frame, gebruikt door Börje Jansson in 1971.
- Yamsel: Combinatie van tweecilinder tweetakt Yamaha blok in een Seeley frame. Vroeger gebruikt in de 250- en 350cc wegrace.
- Yamton: Combinatie van een Yamaha blok in een Norton frame. Vooral de Yamaha XS 650 serie werd al snel populair bij rijders die normaal een Norton Commando blok gebruikten, zoals zijspancrossers. Voor wegraces werd het blok vaak in een Norton frame gehangen, want dat was stabieler dan het originele Yamaha frame.